# Henning Jensen (fodboldspiller, født 1949)
 Der er flere personer med dette navn, se Henning Jensen.
Henning Jensen (født 17. august 1949, død 4. december 2017) var en dansk professionel fodboldspiller, der spillede for det danske landshold og for Borussia Mönchengladbach, Real Madrid, AFC Ajax og AGF. Han scorede 9 mål i 21 landskampe. Han opnåede noget for en dansk fodboldspiller helt unikt, nemlig at blive tysk, spansk og hollandsk mester, inden han havde spillet en eneste divisionskamp i Danmark.
Henning Jensen spillede som amatør på danmarksserieholdet (fjerdebedste række i Danmark på det tidspunkt) i Nørresundby Boldklub og debuterede for landsholdet i en venskabskamp mod England 3. maj 1972. Han fik kontrakt med Borussia Mönchengladbach efter en opsigtsvækkende indsats på OL-landsholdet, som han var med til at kvalificere til sommerlegene i 1972. Her deltog han ikke selv, da han i mellemtiden var blevet professionel i Borussia Mönchengladbach, hvor han i en periode dannede en målfarlig angrebsduo med Allan Simonsen.
Begge danske angribere fortsatte med stor succes karrieren i spansk fodbold. Allan Simonsen blev publikumsyndling i FC Barcelona, mens Henning Jensen fik stor succes i Real Madrid, hvor han i anden halvdel af 1970'erne var en af de mest eftertragtede offensive spillere i europæisk fodbold. Efter afslutningen på en markant karriere i international topfodbold vendte Henning Jensen tilbage til Jylland, hvor han i en kortere periode spillede for AGF.
Henning Jensen huskes blandt meget andet for et spektakulært hovedstødsmål på den engelske nationalarena, Wembley 3. januar 1973 i en kamp for et udvalgt EF-hold (EF var forløberen for EU) bestående af spillere fra de tre nye medlemslande Danmark, Storbritannien og Irland mod modstanderholdet fra de seks gamle medlemslande. Oplægget til målet kom fra den engelske fodboldlegende Bobby Charlton i minut 49.
Henning Jensen menes sammen med Frank Arnesen at være forlæg for den fodboldstjerne, Franke, som skildres i Hans-Jørgen Nielsens bestsellerroman Fodboldenglen fra 1979.
Henning Jensen var i 2006 blandt de nominerede, da DBU kårede Michael Laudrup til Danmarks bedste spiller gennem tiderne. De øvrige nominerede var Preben Elkjær, Brian Laudrup, Morten Olsen, Peter Schmeichel, Allan Simonsen og Jon Dahl Tomasson.

## Titler
- DFB-Pokal: 1972-73
- UEFA Cup: 1974-75
- Tysk mester: 1974-75 og 1975-76
- Spansk mester: 1977-78 og 1978-79
- Nederlandsk mester: 1979-80